# Sphenomorphus mimikanum
Sphenomorphus mimikanum este o specie de șopârle din genul Sphenomorphus, familia Scincidae, descrisă de Boulenger 1914. Conform Catalogue of Life specia Sphenomorphus mimikanum nu are subspecii cunoscute.